# Rhyacophila mainensis
Rhyacophila mainensis là một loài Trichoptera trong họ Rhyacophilidae. Chúng phân bố ở miền Tân bắc.